# ساعة الذروة (سلسلة أفلام)
سلسلة أفلام ساعة الذروة (بالإنجليزية: Rush Hour)‏ هي عبارة عن سلسلة أفلام صينية/أمريكية من نوع أفلام الفنون القتالية والحركة والكوميدية من كتابة روز لامانا، وإخراج بريت راتنر، وتوزيع نيو لاين سينما. الثلاثة أفلام تركز على زوج من المحققين في الشرطة: مفتش قوة شرطة هونغ كونغ ومخبر شرطة لوس انجلوس الأمريكية (وهما جاكي شان وكريس تاكر) واللذان يذهبان دائما على سلسلة من سوء الادعاءات غالبا ما تنطوي على جرائم الجريمة الفاسدة. تم إصدار الافلام بين عامي 1998 و2007، وحققت الثلاثة أجزاء النجاح التجاري وتم فيها دمج عناصر فنون الدفاع عن النفس والقتال والنكتة.
يوجد أنباء عن تحضير جزء رابع لساعة الذروة وسيتم إصداره في 2019، الأمر الذي صرحه جاكي شان في لقاء معه، وفي فبراير 2018 وافق كريس تاكر على الانضمام في الجزء الرابع.

## الأفلام

### ساعة الذروة (1998)
في اليوم الأخير من الحكم البريطاني في هونغ كونغ المفتش لي (جاكي شان) من قوة شرطة هونغ كونغ يقوم بغارة عند رصيف الشحن، على أمل إلقاء القبض على صاحب الجرائم الغامضة (لورد جونتاو). ولكنه يجد سانغ فقط (كضين لونغ) الذي هو الذراع الأيمن لجونتاو الذي تمكن من الهرب. ومع ذلك، المفتش لي نجح في استعادة عدد من الكنوز الثقافية الصينية التي سرقها جنتاو، تمثل بالنسبة له انتصارا وداعيا لرؤسائه المغادرين: القنصل الصيني سولون هان (تزي ما) والقائد البريطاني توماس جريفين (توم ويلكنسون).
بعد وقت قصير من وصول هان لـلولايات المتحدة لتولي منصبه الدبلوماسي الجديد في لوس انجلوس، اختطف ابنته، سو يونغ، من خلال سانغ بينما كانت في طريقها إلى أول يوم لها في المدرسة. مكتب التحقيقات الفيدرالي يبلغ القنصل هان عن الحادث، الذي يدعو المفتش لي للمساعدة في هذه القضية. مكتب التحقيقات الفيدرالي يقرر ابعاد لي عن القضية من خلال ابعاده عن مقر الشرطة وتوكل مهمة مراقبته لـ جيمس كارتر (كريس تاكر) ولكن كارتر يعمل على خطة لايجاد حل للقضية بنفسه عندما اكتشف بأنه قد أعطيت له مهمة وضيعة.
يقابل كارتر لي في مطار لوس انجلوس ويقوم بأخذه في جولة على المدينة ثم يحاول ان ينغمس معه في الحياة الليلية ولكن لي يهرب من كارتر ويذهب للسفارة الصينية ويقابل القنصل هناك الذي ينتظر هو بدوره مع عدد من العملاء أخبارا عن ابنته المختطفة، كارتر يتورط بالخطأ في مكالمة هاتفيه مع الخاطف الذي يطلب منه فدية مقدارها 50 مليون دولار.
يتتبع فريق الاف بي آي المكالمة ويرسلون فريقا لمستودع صدرت منه المكالمة ولكن تبين أنه فخ ووقع انفجار أودى بحياة فريق الاقتحام. تبين أن سانغ قريب من موقع التفجير فيقوم بمطارته لي وكارتر يتمكن سانغ من الهرب ولكن يقع منه المفجر الذي عثر عليه لي وكارتر يقوم كارتر بالاتصال بصديقة له خبيرة في المتفجرات لتدلهم على صانع القنبلة كليف الذي قد سبق لكارتر أن ألقى القبض عليه.

### ساعة الذروة (2001)
تدور قصة الفيلم حول المحققان جيمس ولي اللذان يتجها في ذلك الجزء إلى هونج كونج حيث يقضي الأول أجازته هناك بينما يذهب الثاني في مهمة عمل، وأثناء تواجدهما بهونج كونج يحدث انفجار في السفارة الأمريكية هناك، ويطارد لي الضابط السابق (ريكي) المسئول عن ذلك التفجير والذي اتجه للجريمة بعد أن كان زميل والد لي في الشرطة سابقا، وهنا يضطر لي لمصاحبة صديقه جيمس في البحث عنه وملاحقته وأثناء ذلك يكتشف لي أسرار خطيرة أكبر من جريمة تفجير السفارة نفسها.

### ساعة الذروة 3 (2007)
بعد تعرض السفير هان لمحاولة اغتيال، ينطلق المفتش لي (جاكي شان) والمخبر كارتر (كريس تاكر) في رحلة عاجلة إلى باريس لحماية امرأة فرنسية تملك معلومات عن قادة العصابات الثلاثية. يقوم لي بعقد لقاء سري مع مسؤول بهيئة الأمم المتحدة وفي نفس الوقت ينشغل في صراع سري مع أحد رجال العصابات الصينية الذي يملك عقلية إجرامية خطيرة. يكتشف لي وصديقه كارتر أن المجرم الذي يبحثون عنه هو شقيق لي المفقود منذ زمن بعيد، فيقع في حيرة من أمره وسط تسارع الأحداث في سباق عبر معالم باريس وسط معارك طاحنة مع المجرمين.

## شخصيات الأفلام
| الشخصية                    | الأفلام            | الأفلام              | الأفلام              |
| الشخصية                    | ساعة الذروة (1998) | ساعة الذروة 2 (2001) | ساعة الذروة 3 (2007) |
| -------------------------- | ------------------ | -------------------- | -------------------- |
| المفتش لي                  | جاكي شان           | جاكي شان             | جاكي شان             |
| المحقق جيمس كارتر          | كريس تاكر          | كريس تاكر            | كريس تاكر            |
| القنصل / السفير سولون هان  | تزي ما             | تزي ما               |                      |
| سو يانغ                    | جوليا سو           |                      | تشانغ جين            |
| توماس غريفين / جونتاو      | توم ويلكينسون      |                      |                      |
| المحقق تانيا جونسون        | إليزابيث بينيا     |                      |                      |
| سانغ                       | كين ليونغ          |                      |                      |
| المحقق الفيدرالي وارن روس  | مارك رولستون       |                      |                      |
| المحقق الفيدرالي دان ويتني | ريكس لين           |                      |                      |
| ريكي تان                   |                    | جون لون              |                      |
| إيزابيلا مولينا            |                    | روسيلين سانشيز       | روسيلين سانشيز       |
| هيو لي                     |                    | زانج زيي             |                      |
| ستيفن رين                  |                    | ألان كينغ            |                      |
| كينجي                      |                    |                      | هيرويوكي سانادا      |
| جينيفيف                    |                    |                      | نويمي لينوار         |
| جورج                       |                    |                      | ايفان اتال           |
| ياسمين سيدة التنين         |                    |                      | يوكي كودوهب          |
| فاردن رينارد               |                    |                      | ماكس فون سيدو        |
| النقيب ويليام ديل          | فيليب بيكر هول     | فيليب بيكر هول       | فيليب بيكر هول       |

## الاستقبال

### أداء شباك التذاكر
| الفيلم        | تاريخ الإصدار  | إجمالي شباك التذاكر | إجمالي شباك التذاكر | إجمالي شباك التذاكر | ترتيب شباك التذاكر           | ترتيب شباك التذاكر             | الميزانية           | المرجع        |
| الفيلم        | تاريخ الإصدار  | أمريكا الشمالية     | مناطق أخرى          | جميع أنحاء العالم   | جميع الأوقات أمريكا الشمالية | جميع الأوقات جميع أنحاء العالم | الميزانية           | المرجع        |
| ------------- | -------------- | ------------------- | ------------------- | ------------------- | ---------------------------- | ------------------------------ | ------------------- | ------------- |
| ساعة الذروة   | 18 سبتمبر 1998 | $141,186,864        | $104,113,136        | $245,300,000        | #312                         | #455                           | $33,000,000         | [ 7 ] [ 8 ]   |
| ساعة الذروة 2 | 3 أغسطس 2001   | $226,164,286        | $121,161,516        | $347,325,802        | #114 #165(A)                 | #270                           | $90,000,000         | [ 9 ] [ 10 ]  |
| ساعة الذروة 3 | 10 أغسطس 2007  | $140,125,968        | $117,896,265        | $258,022,233        | #315                         | #422                           | $140,000,000        | [ 11 ] [ 12 ] |
| ساعة الذروة 4 | 2019           | سوف يتم الاعلان عنه | سوف يتم الاعلان عنه | سوف يتم الاعلان عنه | سوف يتم الاعلان عنه          | سوف يتم الاعلان عنه            | سوف يتم الاعلان عنه |               |
| المجموع       | المجموع        | $507,477,118        | $343,170,917        | $850,648,035        |                              |                                | $263,000,000        | [ 13 ]        |
| المتوسط       | المتوسط        | $169.2 مليون        | $114.3 مليون        | $283.5 مليون        |                              |                                |                     | [ 13 ]        |

### استجابة الجمهور
| الفيلم        | روتن توميتوز     | ميتاكريتيك     | سينماسكور |
| ------------- | ---------------- | -------------- | --------- |
| ساعة الذروة   | 60% (70 مراجعة)  | 60 (23 مراجعة) | A         |
| ساعة الذروة 2 | 52% (127 مراجعة) | 48 (28 مراجعة) | A         |
| ساعة الذروة 3 | 18% (156 مراجعة) | 44 (32 مراجعة) | A-        |

## ملصقات الأفلام

ملصق فيلم ساعة الذروة
ملصق فيلم ساعة الذروة الجزء الثاني
ملصق فيلم ساعة الذروة الجزء الثالث